# 랑게프니

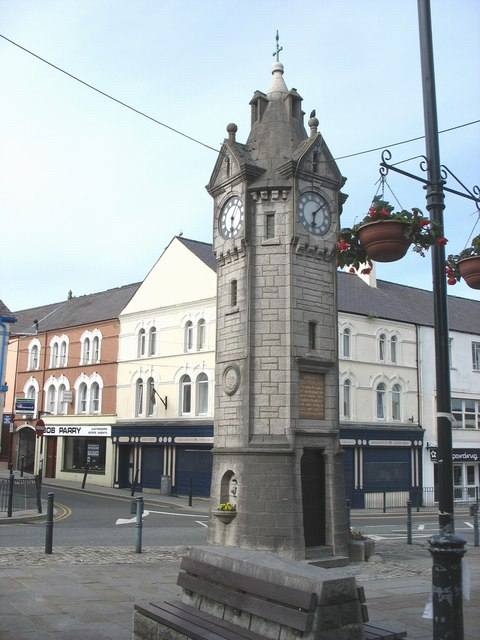
랑게프니

랑게프니(Llangefni)는 웨일스의 도시로, 인구는 4,662명이다.